# Unità urbana di Parigi

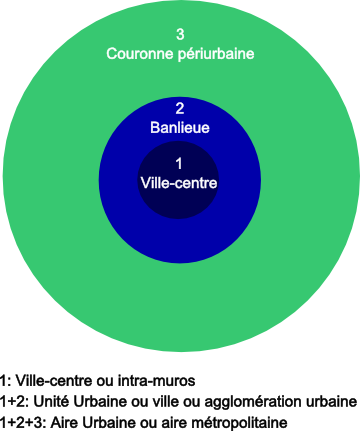
Esplicazione dei termini dell'INSEE di unità urbana e area urbana:
1) Parigi,
1+2) Unità urbana di Parigi,
1+2+3) Area urbana di Parigi.

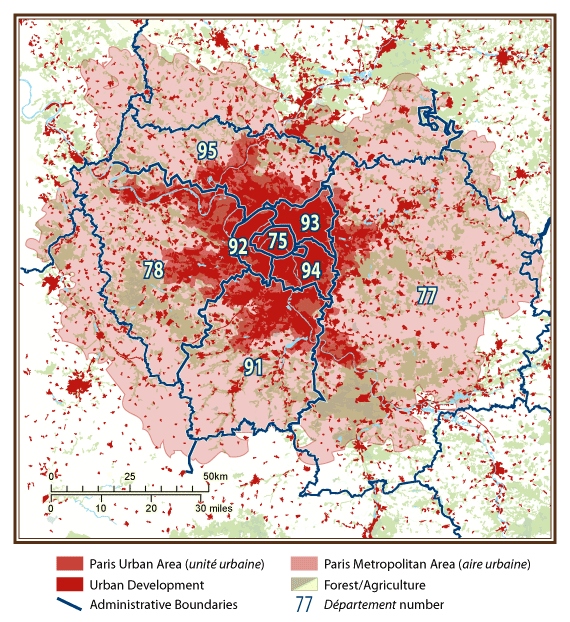
Mappa dell'"unità urbana" (in) e dell'"area urbana" (in) di Parigi.

Mappa delle unità urbane (in) e delle aree urbane (in) della Francia; si può notare l'estensione dell'unità e dell'area urbane di Parigi rispetto alle altre.

L'Unità urbana di Parigi (in francese: Unité urbaine de Paris) è una "unità urbana" o agglomerazione incentrata sulla città di Parigi. Questa definizione statistica, definita dall'Institut national de la statistique et des études économiques (INSEE), riposa essenzialmente sulla continuità dell'edificato urbano e il numero di abitanti.

## Definizione
«La nozione di unità urbana riposa sulla continuità dell'edificato urbano e il numero di abitanti. Si dice unità urbana un comune o un insieme di comuni che presentano una zona di edificato urbano continuo (senza interruzioni di più di 200 metri tra due costruzioni) che conta almeno 2.000 abitanti. 

Se l'unità urbana si situa su un solo comune, essa è chiamata città isolata. Se l'unità urbana si estende su molti comuni, e se ognuno di questi comuni concentra più della metà della sua popolazione nella zona di edificato continuo, essa è chiamata agglomerazione multicomunale. 

Sono considerati come rurali i comuni che non rientrano nella costituzione di una unità urbana: i comuni senza zona di edificato continuo di 2.000 abitanti, e quelli nei quali meno della metà della popolazione municipale è nella zona edificata continua.»
Secondo la zonizzazione delle Unité urbaines 2010 dell'INSEE, al 2018, vi sono in Francia metropolitana complessivamente 2.231 unità urbaine: 1 di più di 2.000.000 di abitanti (Parigi), 32 di più di 200.000 abitanti, 22 di più di 100.000 abitanti e 64 di più di 50.000 abitanti.
Da notare che questa è la definizione ufficiale dell'INSEE, tuttavia, nel linguaggio comune e a volte anche specialistico, per riferirsi all'unité urbaine, si usano anche i termini di agglomération (agglomerazione), zone dense (zona densamente abitata/costruita), Grand Paris (Grande Parigi), métropole (metropoli) o aire urbaine (area urbana); questi ultimi tre termini però possono applicarsi anche ad altre delimitazioni territoriali.

## Descrizione
L'Unità urbana di Parigi comprende 412 comuni, si estende per 2.844,8 km² e consta di 10.706.072 abitanti al 2015. Essa ricomprende interamente la città di Parigi e i tre dipartimenti detti della "piccola corona" (Hauts-de-Seine, Seine-Saint-Denis e Val-de-Marne) e molti comuni dei rimanenti quattro dipartimenti dell'Île-de-France, detti della "grande corona" (Essonne, Seine-et-Marne, Val-d'Oise e Yvelines).
Questa unità urbana è di gran lunga la più grande di Francia; la seconda unità urbana è quella di Lione che si estende per 1.180,4 km² e consta di 1.639.558 abitanti al 2015. Il Codice INSEE dell'unità urbana di Parigi è 00851.
Secondo l'Eurostat, al 2014, la Greater city di Parigi consta di 6.754.282 abitanti, dietro quella di Londra che ne ha 8.477.600. La Greater city consiste nella "città", intesa come Local Administrative Unit (LAU), e nella sua estensione urbana nei comuni esterni; questa definizione di Greater city di Eurostat è assimilabile, anche se non identica, a quella di Unité urbaine dell'INSEE; la Greater city di Parigi secondo Eurostat comprende la città di Parigi e i tre dipartimenti della piccola corona.
Questo territorio è da non confondere con l'Aire urbaine de Paris che è l'area metropolitana di Parigi, ovvero un territorio ancora più ampio basato su un altro tipo di delimitazione (Codice INSEE: 001) e la Métropole du Grand Paris che è una intercomunalità, ovvero un'entità amministrativa (Codice INSEE: 200054781).

## Tabella
|                                                               | Comune e Dipartimento di Parigi (75056) | Zona di lavoro di Parigi (1101) | Métropole du Grand Paris (200054781) | Unità urbana di Parigi (00851) | Regione Île-de-France (11) | Area urbana di Parigi (001) |
| ------------------------------------------------------------- | --------------------------------------- | ------------------------------- | ------------------------------------ | ------------------------------ | -------------------------- | --------------------------- |
| Comuni                                                        | 1                                       | 124                             | 131                                  | 412                            | 1.276                      | 1.764                       |
| Popolazione                                                   |                                         |                                 |                                      |                                |                            |                             |
| Popolazione (2015)                                            | 2.206.488                               | 5.988.248                       | 7.020.210                            | 10.706.072                     | 12.082.144                 | 12.532.901                  |
| Densità (ab/km²)                                              | 20.934,4                                | 9.164,5                         | 8.621,8                              | 3.763,4                        | 1.005,8                    | 729,6                       |
| Superficie (km²)                                              | 105,4                                   | 653,4                           | 814,2                                | 2.844,8                        | 12.012,3                   | 17.177,6                    |
| Var. 2010-2015 (%)                                            | -0,3                                    | 0,2                             | 0,3                                  | 0,5                            | 0,5                        | 0,5                         |
| Numero nuclei familiari (2015)                                | 1.142.877                               | 2.746.150                       | 3.132.849                            | 4.566.766                      | 5.103.533                  | 5.282.849                   |
| Numero nascite (2016)                                         | 28.384                                  | 87.231                          | 106.451                              | 161.918                        | 177.982                    | 182.956                     |
| Numero decessi (2016)                                         | 14 056                                  | 36.964                          | 42.651                               | 64.460                         | 74.621                     | 78.224                      |
| Alloggi                                                       |                                         |                                 |                                      |                                |                            |                             |
| Totale alloggi (2015)                                         | 1.366.438                               | 3.117.657                       | 3.527.777                            | 5.069.602                      | 5.673.678                  | 5.878.954                   |
| Residenze principali (%)                                      | 83,6                                    | 88,1                            | 88,8                                 | 90,1                           | 90,0                       | 89,9                        |
| Residenze secondarie (%)                                      | 8,2                                     | 4,8                             | 4,3                                  | 3,4                            | 3,5                        | 3,6                         |
| Alloggi vuoti (%)                                             | 8,1                                     | 7,1                             | 4,9                                  | 6,5                            | 6,6                        | 6,6                         |
| Nuclei familiari proprietari                                  | 33,2                                    | 39,3                            | 39,4                                 | 44,7                           | 47,3                       | 48,2                        |
| Redditi                                                       |                                         |                                 |                                      |                                |                            |                             |
| Nuclei familiari fiscali (2015)                               | 1.030.953                               | 2.567.695                       | 2.935.475                            | 4.338.631                      | 4.866.994                  | 5.043.205                   |
| Nuclei familiari fiscali tassati (%)                          | 70,2                                    | 67,5                            | 65,2                                 | 65,8                           | 66,1                       | 66,0                        |
| Mediana del reddito disponibile per unità di consumazione (€) | 26.431                                  | 23.650                          | 22.174                               | 22.427                         | 22.639                     | 22.630                      |
| Tasso di povertà (%)                                          | 16,2                                    | 16,9                            | 18,5                                 | 16,8                           | 15,9                       | 15,6                        |
| Lavoro - Disoccupazione                                       |                                         |                                 |                                      |                                |                            |                             |
| Lavoro totale                                                 | 1.797.744                               | 3.508.262                       | 3.900.594                            | 5.300.134                      | 5.682.046                  | 5.790.231                   |
| Var. 2010-2015 (%)                                            | -0,2                                    | 0,0                             |                                      | 0,0                            | 0,0                        | 0,0                         |
| Tasso di attività (%)                                         | 77,7                                    | 77,1                            | 76,5                                 | 76,2                           | 76,3                       | 76,3                        |
| Tasso di disoccupazione (%)                                   | 12,2                                    | 13,0                            | 13,5                                 | 13,1                           | 12,8                       | 12,8                        |
| Stabilimenti (unità di produzione)                            |                                         |                                 |                                      |                                |                            |                             |
| Numero stabilimenti attivi                                    | 546.320                                 | 922.582                         |                                      | 1.281.548                      | 1.395.594                  | 1.429.857                   |
| Nell'agricoltura (%)                                          | 0,1                                     | 0,1                             |                                      | 0,2                            | 0,5                        | 0,7                         |
| Nell'industria (%)                                            | 2,7                                     | 2,9                             |                                      | 3,1                            | 3,3                        | 3,4                         |
| Nelle costruzioni (%)                                         | 4,1                                     | 6,5                             |                                      | 8,1                            | 8,4                        | 8,5                         |
| Nel commercio, trasporti e servizi diversi                    | 83,9                                    | 80,4                            |                                      | 77,6                           | 76,6                       | 76,2                        |
| Nella pubblica amministrazione                                | 9,2                                     | 10,1                            |                                      | 11,0                           | 11,2                       | 11,2                        |
| Stabilimenti da 1-9 dipendenti (%)                            | 22,8                                    | 22,0                            |                                      | 22,1                           | 22,1                       | 22,2                        |
| Stabilimenti da 10 e più dipendenti (%)                       | 4,6                                     | 5,0                             |                                      | 5,6                            | 5,6                        | 5,5                         |
|                                                               | Parigi (75056)                          | Zona di lavoro (1101)           | Métropole (200054781)                | Unità urbana (00851)           | Regione (11)               | Area urbana (001)           |